# Phyllodactylus tinklei
Phyllodactylus tinklei este o specie de șopârle din genul Phyllodactylus, familia Gekkonidae, descrisă de Dixon 1966. Conform Catalogue of Life specia Phyllodactylus tinklei nu are subspecii cunoscute.